# Symfonie nr. 10 (Schuman)
William Schuman componeerde zijn Symfonie nr. 10, American Muse, in 1976. Het werk is gecomponeerd in opdracht van de National Symphony, het symfonieorkest van Washington D.C., ter gelegenheid van het 200-jarig bestaan van de Verenigde Staten. Dirigent van de première, op 6 april 1976, was Antal Doráti.
Het lag voor de hand dat de symfonie een muziekwerk zou worden dat de geschiedenis en vrijheid van de Verenigde Staten weergaf. Deel 1 is dan ook wild en vurig: een gevoel dat de eerste immigranten gehad moesten hebben toen zij het land verder in ontwikkeling brachten. Deel 2 is somberder gestemd; het begint met uiterst pianissimo spelende strijkers, die later een romantisch thema spelen. De muziek klinkt ingetogen en af en toe angstig. Worden hier de crisisjaren verbeeld? Het deel groeit naar een climax, maar valt dan ineens weer stil; zoals het begon. Deel 3 is daarna weer optimistisch van aard, wat zeer typerend is voor Schumans composities. De angst is verdwenen, de muziek is vrolijk en bevat ook dissonanten. Met slagwerk en koperblazers volgt daarna een feestelijk einde.

## Delen
De delen heten officieel:
1. Con fuoco (vurig);
2. Larghissimo;
3. Presto - Andantino - Leggiero - Pesante - Presto possible.

De compositie duurt 32 minuten.

## Bron
- Uitgave Naxos

Symfonieën: Symfonie nr. 1 · 2 · 3 · 4 · 5 · 6 · 7 · 8 · 9 · 10

Werken: Variations on "America" · A Song of Orpheus · Circus Overture · Night Journey · Orchestra Song